# JNode
JNode (Java New Operating System Design Effort) 是一个开源项目以创建一个Java平台的操作系统。项目目标独特，即用java本身创建所有的软件，仅有的例外是引导与载入系统时采用部分汇编语言。
1995年，Ewout Prangsma作了第一次尝试-Java Bootable System (JBS)。作者对大量的C语言与汇编感到不满，于是进行再次尝试，即JBS2。JNode是第三次尝试，始于2003年。JNode仅使用两种语言，汇编语言与java语言。
JNode可从一个CD或其他流行的模拟器中启动。
该项目是自由软件，协议为GNU Lesser General Public License(LGPL).